# Nemoralia
Nemoralia, Święto Diany – rzymskie święto ku czci bogini Diany obchodzone 13 sierpnia, w dniu, w którym konsekrowano jej świątynię na Awentynie. 
Kobiety tradycyjnie myły włosy, natomiast niewolnicy mieli dzień wolny od pracy.
Święto Diany obchodzono również 12 lutego, oddając jej część, jako bogini Księżyca i łowów.